# Majid Gheidi
Majid Gheidi (né le 9 août 1989) est un archer iranien. Il est sacré champion du monde de tir à l'arc en 2015 dans l'épreuve par équipe de l'arc à poulie.

## Biographie
Majid Gheidi commence le tir à l'arc en 2005. Les premières compétitions internationales de Majid Gheidi ont lieu en 2008. Son premier titre mondial est en 2015, alors qu'il remporte l'or à l'épreuve par équipe homme de l'arc à poulie.

## Palmarès
- Championnats du monde[1]
  -  Médaille d'or à l'épreuve par équipe homme aux championnats du monde 2015 à Copenhague (avec Esmaeil Ebadi et Amir Kazempour).

- Coupe du monde[1]
  -  Médaille de bronze à l'épreuve par équipe homme à la coupe du monde 2011 de Porec.
  -  Médaille de bronze à l'épreuve par équipe homme à la coupe du monde 2011 de Ogden.
  -  Médaille de bronze à l'épreuve par équipe homme à la coupe du monde 2015 de Shanghai.
  -  Médaille d'or à l'épreuve par équipe homme à la coupe du monde 2016 de Shanghai.

- Championnats d'Asie[1]
  -  Médaille de bronze à l'épreuve individuelle homme aux championnats du monde 2009 à Denpasar.
  -  Médaille d'or à l'épreuve par équipe homme aux championnats d'Asie 2011 à Téhéran.
  -  Médaille d'argent à l'épreuve par équipe homme aux championnats d'Asie 2015 à Bangkok.